# Amaranthus powellii
Amaranthus powellii  es una especie herbácea cosmopolita perteneciente a la familia Amaranthaceae.

## Descripción
Amaranthus powellii es una planta herbácea monoica y anual, generalmente glabra, de 1 m de altura (hasta 1,5 m), con tallos generalmente verticales, verdes a veces rojizos o púrpuras y bastante ramificados. Las hojas, alternas, tienen un pecíolo sustancialmente tan largo como la extremidad. La lámina de la hoja, con un margen completo, rombo-ovado a lanceolado, tiene de 4 a 8 cm de largo y de 2 a 3 cm de ancho.

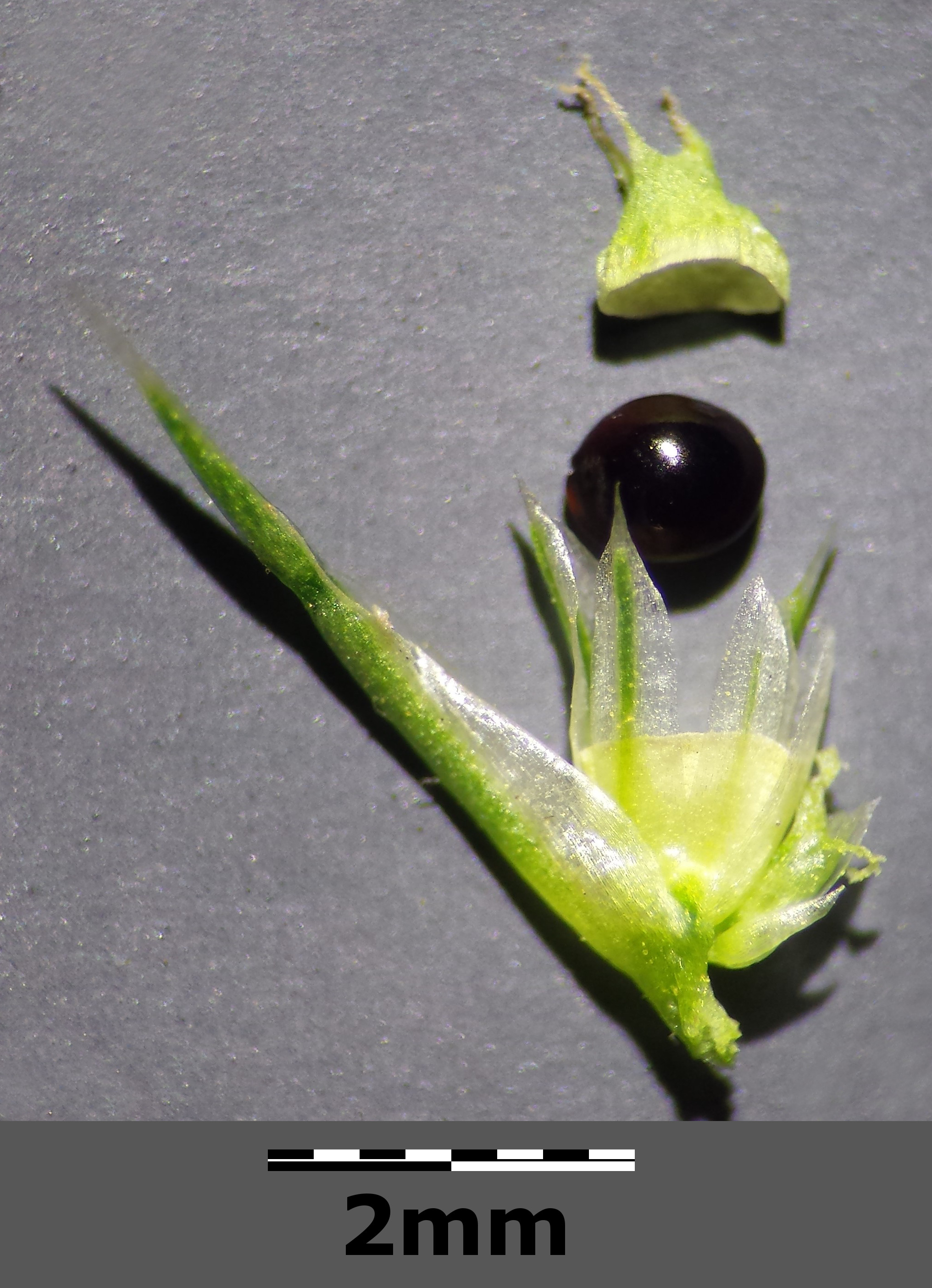
Fruto abierto y semilla

Las inflorescencias (similares a las de Amaranthus hybridus, pero más gruesas) suelen ser terminales y consisten en espigas terminales o axilares, erectas y rígidas, de hasta 15 cm de largo, de color verde plata, algunas veces teñidas de rojo que son sustentadas por varias brácteas lanceoladas lineales de 2.5 a 5 mm de largo, incluyen muchas flores femeninas (pistiladas) y masculinas (estaminadas). Las flores pistiladas tienen de 3 a 5 tépalos desiguales (o sépalos), los tépalos exteriores son aproximadamente elípticos, de 1.5 a 3.5 mm. El estilo tiene tres estigmas. Los frutos secos son subglobulares u ovoides comprimidos, de 2 a 3 mm de largo, con cápsula de dehiscencia circuncisa regularmente, cada uno de los cuales contiene una sola semilla. Semillas, lisas, brillantes, negras, subglobosas a lenticulares, tienen un diámetro de 1 a 1.4 mm.

## Distribución
Nativa de Norteamérica. Es una hierba anual que crece en terrenos baldíos y cultivos. Sale como malezas en cultivos, particularmente de maíz y soya, cuyas poblaciones resistentes a los herbicidas han surgido desde finales de los años 70 en América del Norte y Europa.

## Hábitat
Comunidades nitrófilas, especialmente arvenses.

## Taxonomía
Amaranthus powellii fue descrita por Sereno Watson y publicada en: Proceedings of the American Academy of Arts and Sciences vol. 10 pag.347, en el año 1875.
Sinonimia
- Amaranthus bracteosus
- Amaranthus chlorostachys var. powellii
- Amaranthus chlorostachys var. pseudoretroflexus
- Amaranthus hybridus subsp. powellii
- Amaranthus hybridus var. pseudoretroflexus
- Amaranthus hypochondriacus var. powellii
- Amaranthus obovatus
- Amaranthus powellii subsp. powellii
- Amaranthus pseudoretroflexus
- Amaranthus retroflexus var. powellii
- Amaranthus retroflexus var. pseudoretroflexus

Vernáculo
España: Amaranto colorado, Amaranto nervudo

## Usos
La etnia mestiza (México) la usa como condimento para los alimentos

## Enlaces
- Wikimedia Commons alberga una categoría multimedia sobre Amaranthus powellii.
- Jepson Manual Treatment
- Photo gallery

- Datos: Q162185
- Multimedia: Amaranthus powellii / Q162185
- Especies: Amaranthus powellii